# Thomas C. Love
Thomas Cutting Love (* 30. November 1789 in Cambridge, Washington County, New York; † 17. September 1853 in Buffalo, New York) war ein US-amerikanischer Politiker. Zwischen 1835 und 1837 vertrat er den Bundesstaat New York im US-Repräsentantenhaus.

## Werdegang
Thomas Love besuchte die öffentlichen Schulen seiner Heimat. Später nahm er als Freiwilliger am Britisch-Amerikanischen Krieg von 1812 teil. Dabei wurde er verwundet. Im September 1814 geriet er in britische Kriegsgefangenschaft. Bis zum Kriegsende war er in Québec inhaftiert. Nach einem anschließenden Jurastudium und seiner Zulassung als Rechtsanwalt begann er in diesem Beruf zu arbeiten. Diese Tätigkeit übte er zunächst in Batavia und dann in Buffalo aus. In den Jahren 1828 und 1829 war er Bezirksrichter im Erie County; von 1829 bis 1835 fungierte er dort als Bezirksstaatsanwalt. In den 1820er Jahren schloss er sich der Bewegung gegen den späteren US-Präsidenten Andrew Jackson an und wurde Mitglied der kurzlebigen National Republican Party.
Bei den Kongresswahlen des Jahres 1834 wurde Love im 32. Wahlbezirk von New York in das US-Repräsentantenhaus in Washington, D.C. gewählt, wo er am 4. März 1835 die Nachfolge des späteren Präsidenten Millard Fillmore antrat. Da er im Jahr 1836 auf eine weitere Kandidatur verzichtete, konnte er bis zum 3. März 1837 nur eine Legislaturperiode im Kongress absolvieren. Diese war von den Diskussionen über die Politik von Präsident Jackson bestimmt.
Nach dem Ende seiner Zeit im US-Repräsentantenhaus praktizierte Love bis 1847 wieder als Anwalt. Zwischen 1841 und 1845 war er auch Bezirksrat im Erie County. Im Jahr 1847 zog er sich in den Ruhestand zurück. Er starb am 17. September 1853 in Buffalo, wo er auch beigesetzt wurde.